# سوق السبت (أولاد ميمون)
سوق السبت هي إحدى مشيخات المملكة المغربية، تتبع جغرافيا لإقليم مولاي يعقوب وإداريًا لأولاد ميمون. يقدر عدد سكانها بـ 13705 نسمة حسب الإحصاء الرسمي للسكان والسكنى لسنة 2004.